# Lei de Biot-Savart

Ilustração representando os termos envolvidos na Lei de Biot Savart

A Lei de Biot-Savart é uma equação do Eletromagnetismo que fornece o campo magnético {\displaystyle \mathbf {B} } gerado por uma corrente elétrica {\displaystyle \mathbf {I} } constante no tempo. Essa equação é válida no domínio da Magnetostática. Podemos dizer que a Lei de Biot-Savart é o ponto de partida para a Magnetostática, tendo assim um papel semelhante à Lei de Coulomb na Eletrostática.

## Motivação histórica

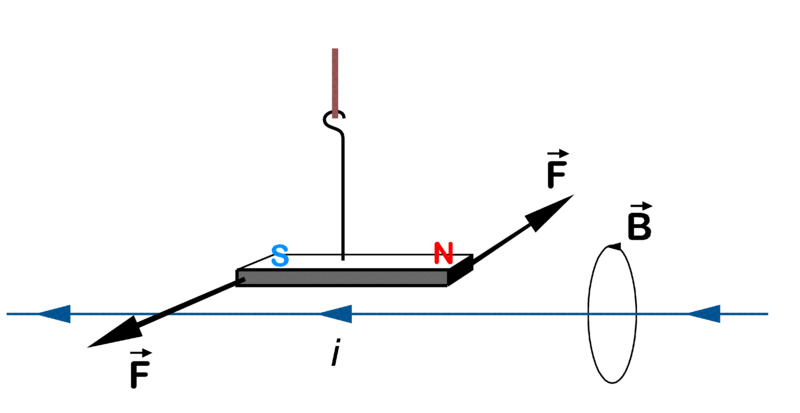
Ilustração esquemática do experimento de Oersted.

Já no século XVII havia, dentro da comunidade científica, a suspeita de que fenômenos elétricos e magnéticos pudessem estar interligados. Isso motivou o físico Hans Christian Oersted a conduzir experimentos para observar o efeito da eletricidade numa agulha magnética. Entre 1819 e 1820, Oersted observou que ao se posicionar um fio condutor de um circuito elétrico fechado paralelamente à agulha, essa sofria uma deflexão significativa em relação à sua direção inicial. Oersted publicou os resultados de seu experimento em julho de 1820, limitando-se a uma descrição qualitativa do fenômeno.
A descoberta de Oersted foi divulgada em setembro de 1820 na Academia Francesa, o que motivou diversos estudiosos na França a repetirem e estenderem seus experimentos. A primeira análise precisa do fenômeno foi publicada pelos físicos Jean-Baptiste Biot e Félix Savart, os quais conseguiram formular uma lei que descrevia matematicamente o campo magnético produzido por uma distribuição de corrente elétrica.

## A equação

### Distribuições unidimensionais
Para distribuições unidimensionais de corrente, a lei de Biot-Savart possui a seguinte forma:
{\displaystyle \mathbf {B} (\mathbf {r} )={\frac {\mu _{0}}{4\pi }}\int {\frac {\mathbf {I(r')} \times \mathbf {\hat {\boldsymbol {\eta }}} }{\eta ^{2}}}dl'}
Nessa equação, {\displaystyle dl'} é um elemento infinitesimal de comprimento ao longo do trajeto da corrente, {\displaystyle \mathbf {I} } é o vetor corrente elétrica e {\displaystyle {\hat {\boldsymbol {\eta }}}} é o versor ao longo da linha que une o elemento infinitesimal de comprimento {\displaystyle dl'}, cuja posição é {\displaystyle \mathbf {r'} }, ao ponto de cálculo do campo {\displaystyle \mathbf {r} }:
{\displaystyle {\hat {\boldsymbol {\eta }}}={\frac {\boldsymbol {\eta }}{|{\boldsymbol {\eta }}|}}={\frac {\mathbf {r} -\mathbf {r'} }{|\mathbf {r} -\mathbf {r'} |}}},
e a constante {\displaystyle \mu _{0}} é a chamada permeabilidade magnética do vácuo

### Distribuições bidimensionais
Podemos escrever uma expressão análoga  para distribuições bidimensionais de corrente:

{\displaystyle \mathbf {B} (\mathbf {r} )={\frac {\mu _{0}}{4\pi }}\int {\frac {\mathbf {K} \mathbf {(r')} \times \mathbf {\hat {\boldsymbol {\eta }}} }{\eta ^{2}}}da'}
Onde {\displaystyle \mathbf {K} \mathbf {(r')} } é a corrente por unidade de comprimento-perpendicular-ao-fluxo, também chamada densidade superficial de corrente. Escreve-se:

{\displaystyle \mathbf {K} \mathbf {(r')} ={\frac {d\mathbf {I} }{dl_{\perp }}}}

### Distribuições tridimensionais
Para distribuições tridimensionais de corrente:
{\displaystyle \mathbf {B} (\mathbf {r} )={\frac {\mu _{0}}{4\pi }}\int {\frac {\mathbf {J(r')} \times \mathbf {\hat {\boldsymbol {\eta }}} }{\eta ^{2}}}d\tau '}
Onde {\displaystyle \mathbf {J} \mathbf {(r')} } é a corrente por unidade de área-perpendicular-ao-fluxo, também chamada densidade volumétrica de corrente. Escreve-se:
{\displaystyle \mathbf {J} \mathbf {(r')} ={\frac {d\mathbf {I} }{da_{\perp }}}}
Notamos também que o elemento infinitesimal de comprimento {\displaystyle d\mathbf {l'} } deve ser substituído pelo elemento infinitesimal de área {\displaystyle d\mathbf {a'} } no caso de distribuições de corrente bidimensionais, e pelo elemento infinitesimal de volume {\displaystyle d\mathbf {\tau '} } no caso de distribuições de corrente tridimensionais. Em todos os casos expostos nessa sessão, as correntes envolvidas são estacionárias.

## Aplicações

### Campo de uma corrente retilínea num fio condutor

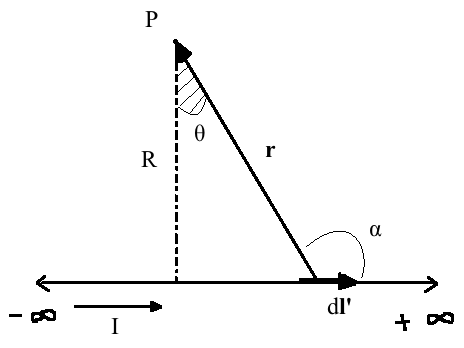
Ilustração do problema

A Lei de Biot-Savart pode ser empregada para calcular o campo magnético que uma corrente estacionária de intensidade {\displaystyle I} passando por um fio retilíneo infinito causa num ponto {\displaystyle P} a uma distância {\displaystyle R} do fio. Pela regra da mão direita vemos que o produto vetorial {\displaystyle d\mathbf {l} \times \mathbf {\hat {r}} }, para {\displaystyle R} fixo, está contido em círculos de raio {\displaystyle R} em torno do fio. O versor ao longo de tais círculos é representado por {\displaystyle {\hat {\boldsymbol {\phi }}}}. Trabalhando em termos do ângulo {\displaystyle \theta }:
{\displaystyle dl'\sin \alpha =dl'\cos \theta }
Como {\displaystyle l'=R\tan \theta }:
{\displaystyle dl'={\frac {R}{\cos ^{2}\theta }}d\theta }
E como {\displaystyle R=r\cos \theta }:
{\displaystyle {\frac {1}{r^{2}}}={\frac {\cos ^{2}\theta }{R^{2}}}}
Para um trecho de fio indo de {\displaystyle \theta _{1}} a {\displaystyle \theta _{2}}:

{\displaystyle \mathbf {B(r)} ={\hat {\boldsymbol {\phi }}}{\frac {\mu _{0}I}{4\pi }}\int _{\theta _{1}}^{\theta _{2}}\left({\frac {\cos ^{2}\theta }{R^{2}}}\right)\left({\frac {R}{\cos ^{2}\theta }}\right)\cos \theta d\theta ={\hat {\boldsymbol {\phi }}}{\frac {\mu _{0}I}{4\pi R}}\int _{\theta _{1}}^{\theta _{2}}\cos \theta d\theta ={\frac {\mu _{0}I}{4\pi R}}(\sin \theta _{2}-\sin \theta _{1})}

Se o fio for infinito, então {\displaystyle \theta _{1}=-{\frac {\pi }{2}}} e {\displaystyle \theta _{2}={\frac {\pi }{2}}} e a expressão fica apenas:
{\displaystyle \mathbf {B} ={\frac {\mu _{0}I}{2\pi R}}{\hat {\boldsymbol {\phi }}}} 

### Campo no centro de um polígono de n lados

Geometria de um quadrado

De acordo com o raciocínio empregado anteriormente, o campo gerado no centro de um quadrado por um de seus lados vale:
{\displaystyle \mathbf {B} ={\frac {\mu _{0}I}{4\pi R}}(\sin \theta _{2}-\sin \theta _{1})\mathbf {\hat {z}} ,}
já que o campo gerado por cada lado aponta na direção perpendicular ao plano do quadrado (ou seja, se o quadrado estiver contido no plano xy, o campo apontará na direção de z positivo). Pelo princípio de superposição, o campo gerado pelo quadrado é apenas a soma dos campos gerados por cada um de seus lados:
{\displaystyle \mathbf {B({\textrm {centro}})} ={\sqrt {2}}{\frac {\mu _{0}I}{\pi R}}\mathbf {\hat {z}} }
onde {\displaystyle R} é a menor distância do centro do quadrado até um de seus lados. Podemos generalizar esse resultado para um polígono de n lados fazendo {\displaystyle \theta _{1}=-\theta _{2}=-{\frac {\pi }{n}}}. Então obtemos:
{\displaystyle \mathbf {B} =n{\frac {\mu _{0}I}{2\pi R}}\sin \left({\frac {\pi }{n}}\right)\mathbf {\hat {z}} } 

### Campo de uma espira circular no eixo

Campo de uma espira circular

Consideremos uma espira circular de raio {\displaystyle R} percorrida por uma corrente estacionária de intensidade {\displaystyle I}. Podemos usar a Lei de Biot-Savart para calcular o campo magnético a uma distância {\displaystyle z} do eixo. Lembrando que:
{\displaystyle \mathbf {B} (\mathbf {r} )={\frac {\mu _{0}}{4\pi }}\int {\frac {\mathbf {I} \times \mathbf {\hat {\boldsymbol {\eta }}} }{\eta ^{2}}}dl'}
No caso da espira circular:
{\displaystyle \eta ={\sqrt {z^{2}+R^{2}}}}
Por questões de simetria, sobre o eixo as componentes do campo paralelas ao plano da espira se cancelam, restando apenas a componente ao longo do eixo. Da figura vê-se que:
{\displaystyle \sin \alpha ={\frac {R}{r}}={\frac {R}{\sqrt {z^{2}+R^{2}}}}}
Logo:
{\displaystyle \mathbf {B} ({\text{eixo}})=\mathbf {\hat {z}} {\frac {\mu _{0}}{4\pi }}I\int {\frac {dl}{\eta ^{2}}}\sin \alpha =\mathbf {\hat {z}} {\frac {\mu _{0}}{4\pi }}I{\frac {R}{(z^{2}+R^{2})^{3/2}}}\int dl={\frac {\mu _{0}}{2}}I{\frac {R^{2}}{(z^{2}+R^{2})^{3/2}}}\mathbf {\hat {z}} }

### Direção das linhas de campo magnético
Mesmo quando utilizar a Lei de Biot-Savart para calcular o valor do campo numa região não é a estratégia mais eficiente, ela pode nos dar informações sobre a direção das linhas de campo. Para um elemento infinitesimal de corrente, temos:
{\displaystyle d\mathbf {B} ={\frac {\mu _{0}I}{4\pi }}{\frac {d\mathbf {l} \times {\hat {\boldsymbol {r}}}}{r^{2}}}}
que nos diz que em cada ponto, o campo magnético terá a direção do pseudo-vetor {\displaystyle d\mathbf {l} \times {\hat {\mathbf {r} }}}, que é dada pela regra da mão direita. Se posicionarmos o polegar na direção de um elemento de corrente e curvarmos nossos dedos de forma a envolvê-lo, obteremos a direção das linhas de campo naquele ponto.